# Alter Schwede (Hamburg)

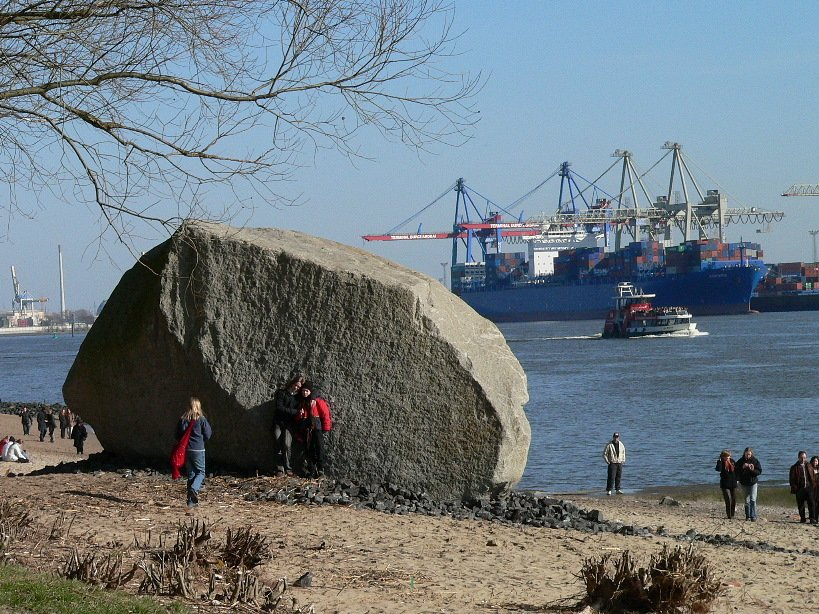
Ansicht von der Landseite aus (2005)

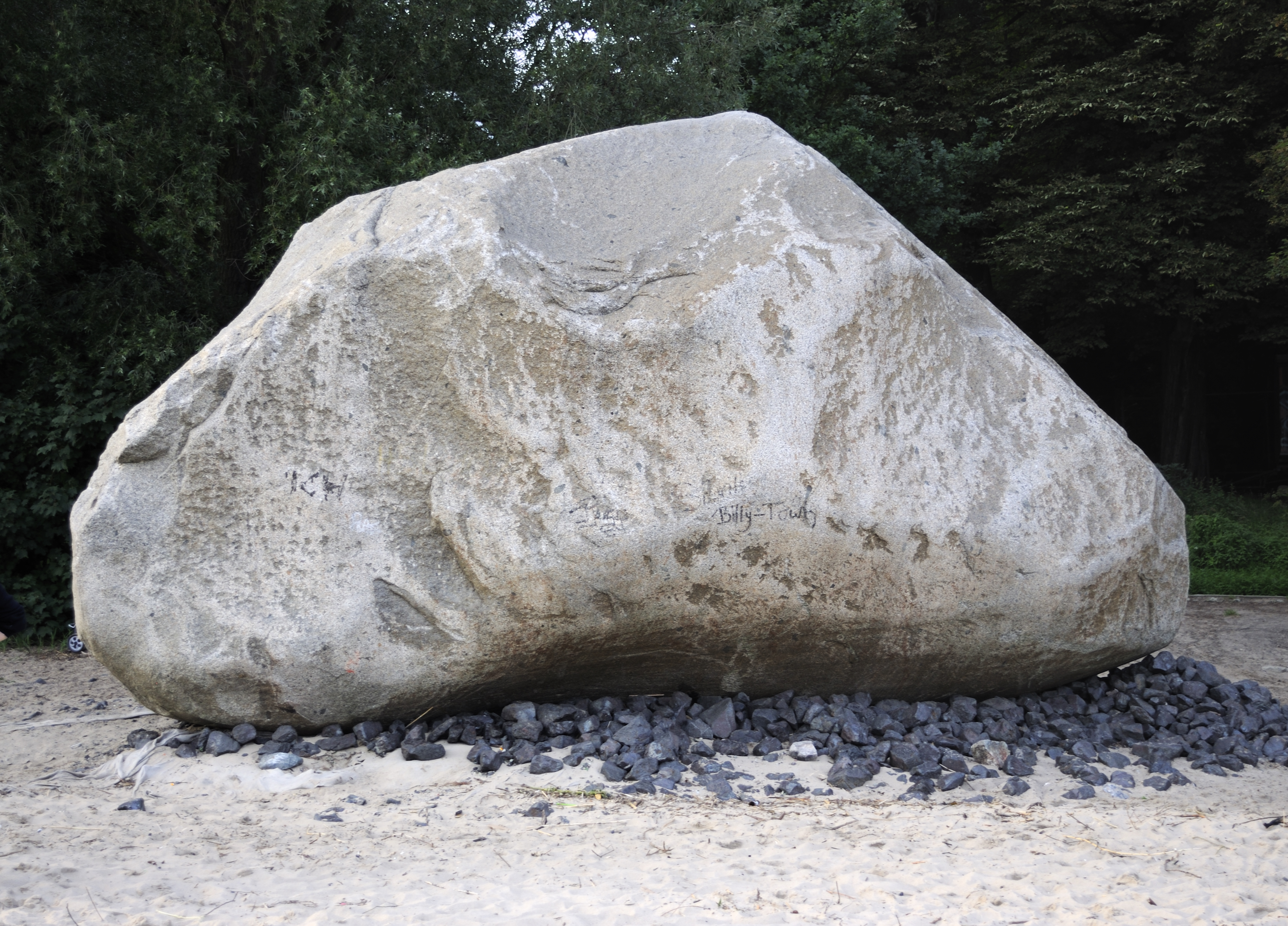
Ansicht von der Elbseite aus (2011)

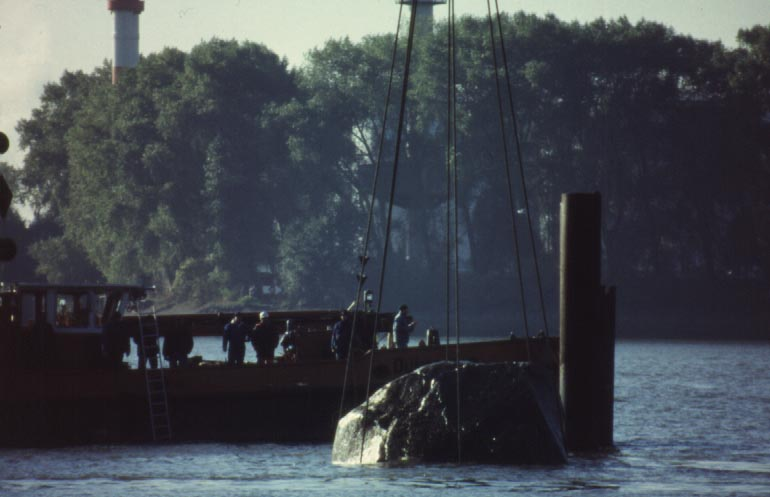
Der Findling wird geborgen (1999)

Alter Schwede ist ein großer Findling bei Övelgönne in Hamburg und ein überregional bedeutendes Geotop. Das geschützte Naturdenkmal ist der älteste Großfindling Deutschlands und hat einen Umfang von 19,7 m bei einer Höhe von 4,5 m und einem Gewicht von 217 t.

## Geologie
Der Alte Schwede bei Övelgönne besteht aus einem grau bis bräunlich-grauen, gleichkörnigen (d. h. nicht-porphyrischen), tektonisch weitgehend undeformierten Granit. Er ist hauptsächlich zusammengesetzt aus bläulichem Quarz, teils vergrüntem Plagioklas und bräunlich-grauem bis blassrosa Kalifeldspat als Feldspatkomponente sowie Biotit als Glimmerkomponente. Durch seinen relativ hohen Plagioklas- und geringen Quarzanteil kann das Gestein als Monzogranit charakterisiert werden. Als Herkunftsregion wurde anhand der Kombination der Gesteinsmerkmale der Transskandinavische Magmatitgürtel (engl. Transscandinavian Igneous Belt, TIB) im südlichen Teil des Baltischen Schildes bestimmt und auf die Gegend um Växjö in Ost-Småland (Südschweden) eingegrenzt. Das entsprechende Gesteinsvorkommen wird auch als Grauer Växjö-Granit bezeichnet. Die Luftlinienentfernung zur Herkunftsregion des Findlings beträgt somit circa 600 Kilometer, was jedoch nichts über die Länge seines tatsächlichen Wanderwegs aussagt, der wahrscheinlich eher dem Verlauf des Ostseebeckens folgte.
Durch Untersuchung des feinkörnigen Materials, in dem der Findling im Untergrund der Elbe eingebettet war (vgl. → Geschiebemergel), konnte ermittelt werden, dass er bereits mit dem Inlandeis der Elster-Eiszeit vor mehr als 320.000 Jahren in den heutigen Hamburger Raum transportiert worden war. Damit ist er der älteste Großfindling in Deutschland – die anderen bekannten großen Findlinge kamen erst mit späteren Eiszeiten, der Saale- oder Weichsel-Eiszeit. Das Alter des Granits, aus dem der Findling besteht, ist jedoch deutlich höher und beträgt rund 1,8 Milliarden Jahre. Die Oberfläche des Steins lässt deutliche Spuren des Transports im Eis erkennen. Die Vorsprünge im Fels sind stark abgeschliffen, an manchen Stellen sind Schrammen zu erkennen, die von Kollisionen mit anderen Felsen während des Transports herrühren.

## Fund und Bergung
Der Fels wurde 1999 bei Baggerarbeiten für die Vertiefung der Fahrrinne im Flussbett der Elbe gefunden und nach der im zweiten Anlauf gelungenen Bergung mit Hilfe eines Schwimmkrans am Elbufer aufgestellt. Am 6. Juni 2000 wurde er mit Blick auf die Redewendung auf den Namen Alter Schwede getauft und „offiziell eingebürgert“. Der Alte Schwede ist eines der acht überregional bedeutenden von insgesamt 32 geschützten Geotopen im Hamburger Stadtgebiet.

## Vandalismus
Anfang Januar 2019 wurde der komplette Stein von Unbekannten mit goldener Farbe bemalt. Wenige Tage später war ein Teil der Farbe allerdings witterungsbedingt bereits wieder abgewaschen. Tatsächlich ist der Findling seit seiner Aufstellung am Elbufer schon des Öfteren in geringerem Umfang mit Graffiti versehen worden. Daher ist er im Auftrag der Hamburg Port Authority, dem Betreiber des Hamburger Hafens, mit einer speziellen Beschichtung ausgestattet worden, die die Reinigung erleichtert. In der Nacht vom 8. auf den 9. März 2019 wurde der Alte Schwede im Vorfeld des Hamburger Stadtderbys von bisher unbekannten Tätern in den Vereinsfarben des FC St. Pauli braun-weiß-rot bemalt.